# Sieniawa
Sieniawa è un comune urbano-rurale polacco del distretto di Przeworsk, nel voivodato della Precarpazia.
Ricopre una superficie di 127,31 km² e nel 2004 contava 6 852 abitanti.

## Geografia fisica
È situata nel voivodato della Precarpazia dal 1999.

## Storia
Fondata dell'importante famiglia nobile dei Siesniawski, che diede il nome e rimase loro proprietà finché fu ereditata nel 1731 dai Principi Czartoryski, che ne fecero una delle loro residenze principali e ospita il loro mausoleo di famiglia. 
La città ha ospitato un ghetto ebraico durante la Shoah.